# Javatiger
Java-tigeren levede kun på den indonesiske ø Java.
Man mener at Java-tigeren uddøde i 1980'erne, men allerede 1950'erne var der kun 25 tilbage, den sidste der er blevet set, var i 1979.Tigeren var op til 3m lang 
| Dyr | Spire Denne artikel om dyr er en spire som bør udbygges. Du er velkommen til at hjælpe Wikipedia ved at udvide den. |